# Innsbruck (NUTS-Region)

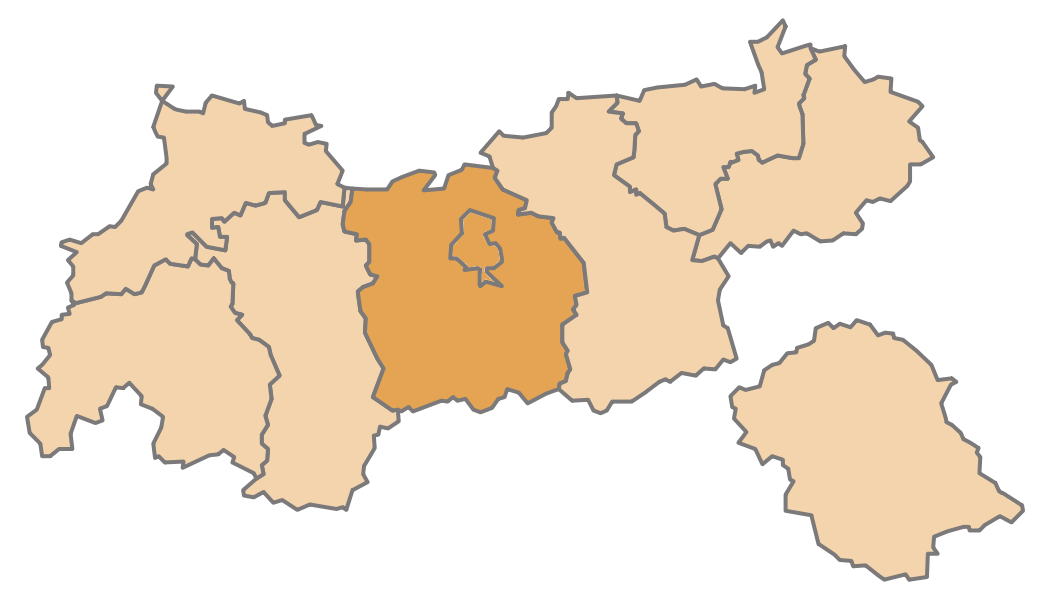
NUTS-Region AT332 in Tirol

Innsbruck ist die Bezeichnung der NUTS-3-Region AT332 in Österreich. Sie umfasst die Statutarstadt Innsbruck und den Bezirk Innsbruck-Land.
In diesem Zentralraum rund um die Landeshauptstadt leben mehr als 40 % der Tiroler Bevölkerung. 
Neben der klassischen Zweiteilung Nordtirols in Ober- und Unterinntal wird der Raum um Innsbruck gelegentlich als mittleres Inntal bezeichnet.